# Soslan Tigiyev
Soslan Vaznoyevich Tigiyev (ryska: Сослан Вазноевич Тигиев: Soslan Vaznojevitj Tigijev; ossetiska: Сослан Вазнойы фырт Тыджыты, Soslan Vaznojy fyrt Tydzjyty), född den 12 oktober 1983, är en uzbekisk brottare som tog OS-silver i welterviktsbrottning i fristil 2008 i Peking.